# Западно-Казахстанская научно-универсальная библиотека имени Ж. Молдагалиева
Западно-Казахстанская научно-универсальная библиотека им. Жубана Молдагалиева — крупнейшая библиотека в Западно-Казахстанской области, методический центр для городских и районных библиотек области.

## История
Первые публичные библиотеки в губернских городах России появляются в 30-40-х годах XIX века, одна из них – в Уральске, которая является старейшей на территории современного Казахстана.
В 1829 году основано Уральское войсковое училище, здание  которого вскоре сгорело. Вновь оно  было открыто только через 10 лет, и при нем – небольшая библиотека. Книги хранились в шкафах, их выдавали учащимся по мере необходимости на уроках.
В 1830  году на пожертвования были приобретены сотни книг для Войскового училища, выдававшиеся на дом.  Книги училища стали основной базой общедоступной городской, ныне областной библиотеки.В 1858 году училищная библиотека уже насчитывала более 5 тысяч томов книг и журналов на русском и иностранном языках. Первые годы библиотека существовала только на пожертвования и  денежный залог за выдачу книг на дом (4 рубля в год),  но уже с 1863 года денежная плата с подписчиков была отменена, а в поисках дополнительных средств библиотека стала проводить различного рода  «массовые  мероприятия» – подписки,  лотереи,  концерты и спектакли, что стало источником небольших доходов.
В 5000 году библиотека размещается  в новом здании (ныне – естественно географический факультет Западно-Казахстанского государственного университета  им. М. Утемисова),  а  затем в одном из помещений – Войскового хозяйственного правления (ныне здесь находится  областная библиотека для детей и юношества им.Х.Есенжанова).
В апреле 1871 года было получено разрешение  «на учреждение Войсковой публичной библиотеки», а 24 октября этого же года  состоялось официальное ее  открытие  при Войсковом собрании. Фонд библиотеки  формировался на основе книг Войскового училища и состоял из 4750 томов (1560 книг – на русском языке, 1340 – на  иностранных языках и 1820 томов журналов). В 1921 году губернская библиотека была реорганизована в Центральную городскую.
Приказом  Наркомпроса республики от 2 апреля 1935 года в областных центрах создаются областные библиотеки, утверждается  «Временное положение об областных библиотеках» и областные библиотеки становились главными книгохранилищами области, справочно-библиографическими и методическими центрами по координации всей библиотечной работы региона. Областной отдел народного образования принимает решение о преобразовании  центральной городской библиотеки Уральска в областную.  На областные библиотеки была также возложена задача организации Межбиблиотечного  обмена книгами между библиотеками области. Образовано несколько отделов; кроме отделения для взрослых, в библиотеке открылся детский отдел, а также две передвижки (на телеграфе и в поликлинике водников).
9 января 1939 года по ходатайству общественности, актива читателей и коллектива библиотеки Президиум Верховного Совета Казахской ССР присвоил областной библиотеке имя Н. К. Крупской.
Начавшаяся в 1941 году Великая Отечественная война, прервала открывшиеся перед библиотекой перспективы по широкой пропаганде литературы. Она перестроила свою работу, подчинив ее одной цели – мобилизации  усилий народа на разгром врага.
В 1961 году в областной библиотеке создан МБА, что  дало возможность библиотеке еще более полно удовлетворять возрастающие  запросы читателей. Отдел  МБА имел  связь с 52-мя библиотеками страны.
С  1974 года начинает выходить «Календарь знаменательных и памятных дат по Уральской (Западно-Казахстанской) области». Примечательной вехой этого периода стало творческое содружество и обмен пособиями с областными библиотеками Казахстана, России и Украины.
После обретения независимости библиотека была преобразована в Западно-Казахстанскую областную универсальную научную библиотеку имени Н.К. Крупской. С 1996 года   в библиотеке введен  единый  читательский билет, позволяющий оперативно пользоваться  любым  ее  отделом.
В октябре 2000 года в целях увековечения памяти писателя-земляка Жубана Молдагалиева, постановлением правительства Республики Казахстан Западно-Казахстанская областная  универсальная научная  библиотека им. Н. К. Крупской переименована в Западно-Казахстанскую  областную  научно-универсальную   библиотеку   им. Жубана  Молдагалиева.
В 2010 году в библиотеке открывается конференц- зал для проведения массовых мероприятий, в помещении которого создан музей им. Ж. Молдагалиева, где собраны его личные вещи,  документальные материалы, заметки, воспоминания, фотографии встреч с известными писателями, поэтами, воссоздан прообраз личной библиотеки  поэта.

## Отделы библиотеки
1. Информационно-библиографический отдел (отдел был организован в 1957 году)
2. Отдел комплектования фондов (отдел был организован в 1948 году)
3. Отдел литературы по искусству (отдел был организован в 1980 году)
4. Отдел новых технологий электронных ресурсов (отдел был организован в 2023 году)
5. Отдел развития библиотек
6. Отдел хранения основных фондов (отдел был организован в 1959 году)
7. Сектор абонемента
8. Сектор обработки литературы и организации каталогов (отдел был организован в 2004 году)
9. Сектор регистрации и контроля (отдел был организован в 2006 году)
10. Сектор связи с общественностью и массовой работой
11. Читальный зал
12. Отдел краеведческой литературы (отдел был организован в 2006 году)

## Фонды библиотеки
Фонд насчитывает свыше 400.000 единиц  хранения, 53 тысячи из них  – на казахском языке; в среднем ежегодно она обслуживает более 21.000 читателей, выдает свыше 400.000 экземпляров документов, посещаемость составляет около 116.000 человек. Ежегодно проводится свыше 200 мероприятий. В библиотеке работают 57 библиотечных  специалистов, 53 из них – с высшим образованием.

## Названия библиотеки в разные годы
• Библиотека при Войсковом училище -1858 год
• Публичная библиотека при Войсковом Собрании -1871 год    ( с 24 октября)
• Уральская Центральная городская библиотека- 1921 год
• Уральская областная библиотека – 1935 год
• Уральская областная библиотека им. Н. К. Крупской -1939 год (с 9 января)
• Западно-Казахстанская областная универсальная научная библиотека им. Н. К. Крупской – 1994 год
• Западно-Казахстанская научно-универсальная библиотека им. Ж. Молдагалиева – 2000 год (с 31 августа)